# Шимкентський свинцевий завод
Шимкентський свинцевий завод — колишнє підприємство кольорової металургії на півдні Казахстану.
Завод ввели у дію в 1934 році з розрахунку на роботу з рудними концентратами рудників Ачісайської групи (з 1935-го об'єднані у Ачісайський поліметалічний комбінат) та Байжансай (до кінця 1950-х перебував у підпорядкуванні Чимкентського заводу, після чого був переданий до Ачісайського комбінату). В наступному десятилітті до них приєднався рудник на Міргалімсайському родовищі. Станом на 1937 рік частка заводу у виплавці свинцю в СРСР становила 75 %.
Наприкінці 1941-го до Чимкенту надійшло евакуйоване обладнання Подільського свинцево-прокатного заводу, що дозволило доповнити Чимкентський завод прокатним цехом (до того підприємство відвантажувало свинець у чушках).
Станом на 1945-й заводи, окрім свинцю, на чимкентському майданчику продукували золотосрібний сплав та металічний вісмут. Згодом до асортименту продукції додались кадмій, металічний індій, реній, свинцевий сурик (тетраоксид свинцю). Крім того, в 1966-му ввели в дію цех з виробництва сульфатної кислоти, який утилізував відхідні гази агломераційного виробництва, а в середині 1970-х на заводі освоїли технологію визгону шлаків з отриманням із них цинку та все того ж свинцю.
Виробнича потужність заводу становила 40 тисяч тонн рафінованого свинцю на рік.
Для задоволення енергетичних потреб заводу разом з ним запустили власну електростанцію, яка згодом відокремилась та стала відома як Шимкентська ТЕЦ-2.
У 1960-х роках плавильні печі перевели на споживання природного газу, який надійшов до Чимкенту по системі Бухарський газоносний регіон — Ташкент — Бішкек — Алмати.
Із крахом планової економіки завод потрапив у скрутне становище. У підсумку він перейшов під контроль компанії «Южполиметалл» (також володіла частинами колишнього Ачісайського поліметалічного комбінату — Ачісайським металургійним заводом та хвостосховищем Кентауської збагачувальної фабрики), але вона не змогла налагодити сталу роботу й чимкентський майданчик неодноразово зупинявся. У 2010-му після дворічного простою виробництво спробувала відновити мідна корпорація «Казахмис», зацікавлена в поверненні боргів за постачений до Шимкенту рудний концентрат. Втім, і ця спроба виявилась невдалою, тож у 2012-му робота шимкентського свинцевого майданчика остаточно припинилась. У 2017-му його майно продали за борги «Южполиметалл»-у, після чого споруди заводу знесли.
У 2023 організували переробку відходів, накопичених за період діяльності Шимкентського свинцевого заводу (всього за сім десятків років тут складували 2 млн тонн шлаків). За проєктом розраховують вести діяльність протягом шести років та щорічно отримувати 4600 тонн мідно-срібного концентрату та 21 тисячу тонн оксиду цинку. Як супутній вид продукції отримують цемент.